# Justus Rosenberg
Justus Rosenberg (geboren 23. Januar 1921 in Danzig, Freie Stadt Danzig; gestorben 30. Oktober 2021 in Rhinebeck, New York) war ein US-amerikanischer Linguist und Literaturwissenschaftler.

## Leben
Justus Rosenberg wurde in eine jüdische Familie geboren. Seine Eltern waren der Kaufmann Jakob Rosenberg (1897–1972) und Bluma Solarski (1898–1977), die beide aus Mława nach Danzig im Deutschen Reich gezogen waren. Rosenberg besuchte ab 1930 die Staatliche Oberrealschule Danzig und engagierte sich in der jüdischen Jugend Habonim. 1937 wurde er aus rassistischen Gründen von der Schule verwiesen und ging 1938 mit einem Studentenvisum nach Frankreich. Die Eltern und die Schwester Lilian flohen 1939 nach Mauritius und gelangten später nach Israel.
Rosenberg besuchte in Paris das Lycée Janson de Sailly und begann 1939 ein Studium an der Sorbonne. Nach Kriegsausbruch war er im französischen Widerstand an der Schleusung von Personen aus dem besetzten Teil Frankreichs nach Vichy-Frankreich beteiligt. Bis Mitte 1941 war er unter dem Decknamen Jean-Paul Guiton Fluchthelfer bei Varian Fry in Marseille und brachte Flüchtlinge über die Pyrenäen. Danach wirkte er in der Résistance, er wurde verhaftet, konnte aber entweichen und schloss sich 1944 der in Südfrankreich gelandeten US-Army als Kundschafter an. Er wurde verletzt und erhielt das Verwundetenabzeichen Purple Heart und wurde mit der Bronze Star Medal ausgezeichnet.  
Nach Kriegsende arbeitete er in Paris bei der US-Army und setzte sein Studium an der Sorbonne fort. 1946 gelang ihm die Einreise in die USA. Rosenberg studierte in Los Angeles und machte 1948 einen M.A., 1950 wurde er an der University of Cincinnati mit einer literaturwissenschaftlichen Dissertation über Paul Verlaine promoviert. Er war ab 1946 Dozent am Swarthmore College, wurde dort 1948 Assistenzprofessor und von 1956 bis 1962 Associate Professor für Fremdsprachen; er lehrte Französisch, Deutsch, Russisch und Jiddisch. Ab 1960 war er zusätzlich Professor für Politische Wissenschaften an der New School.
Rosenberg erhielt 1962 eine Professur für Fremdsprachen und Literatur am Bard College. Er wurde dort 1992 emeritiert, führte aber auch danach noch bis ins höchste Alter Lehrveranstaltungen durch.

## Schriften (Auswahl)
- The German translations of Paul Verlaine’s lyric poetry. Ph. D. University of Cincinnati 1950
- Constant factors in translation, in: Gottfried Felix Merkel (Hrsg.): On romanticism and the art of translation. Studies in honor of Edwin Hermann Zeydel. Princeton : Princeton UP, 1956, S. 171–195
- Rilke’s Duino Elegies. New York, 1967
- Sound and structure of English. Singapur, 1968
- The art of resistance: my four years in the French underground: a memoir. New York, NY : William Morrow, 2020